# Амуро-Якутска магистрала
Амуро-Якутската магистрала (на руски: Амуро-Якутская железнодорожная магистраль, АЯМ) е железопътна линия в Източен Сибир и Далечния изток на Русия, свързваща Транссибирската магистрала и Байкало-Амурската магистрала с Якутия.
Линията е частично действаща (от Сковородино до Томот) и частично строяща се (от Томот до Якутск).
Дълга е 767 км. Преминава през територията на вечна замръзналост, по мостове над реките Алдан и Амга, като се планира да минава и над Лена. Гарата на Нижни Бестях се предвижда да играе ролята на опорна точка, а железопътното трасе да достигне Магадан (планирано още от съветско време).
Строителството на участъка до гара Нижни Бестях завършва окончателно в края на 2018 г. и се очаква последният участък от трасето да бъде въведено в експлоатация към началото на 2019 г. Железопътният възел Нижни Бестях се намира на десния бряг на река Лена и има план за построяването на мост през река Лена, който да свърже Якутск с транспортния възел на реката. Изграждането на мост при тези климатични условия е изключително предизвикателство от инженерна гледна точка и вероятно строителството му ще продължи до 2024 г.